# Tourbillon de jeunesse
Pour plus de détails, voir Fiche technique et Distribution.
Tourbillon de jeunesse (The Mad Whirl) est un film américain réalisé par William A. Seiter, sorti en 1925.

## Fiche technique
- Titre original : The Mad Whirl
- Titre français : Tourbillon de jeunesse
- Réalisation : William A. Seiter
- Scénario : Lewis Milestone, Richard Washburn Child, Fanny Hatton, Frederic Hatton, Edward T. Lowe Jr. et Harvey F. Thew
- Photographie : Merritt B. Gerstad
- Montage : Thomas Pratt
- Pays de production : États-Unis
- Format : Noir et blanc - 1,33:1 - Film muet
- Genre : drame
- Date de sortie : 1925

## Distribution
- May McAvoy : Cathleen Gillis
- Jack Mulhall : Jack Herrington
- Myrtle Stedman : Gladys Herrington
- Barbara Bedford : Margie Taylor
- Alec B. Francis : John Herrington
- Ward Crane : Benny Kingsley
- George Fawcett : Martin Gillis
- Joseph Singleton : Spivens
- Charles King (non crédité)
- Rolfe Sedan (non crédité)
- Grady Sutton (non crédité)